# Rivière à la Loutre (rivière du Gouffre)
Pour les articles homonymes, voir Loutre (homonymie) et Rivière à la Loutre.
La rivière à la Loutre est un affluent de la rive est de la partie intermédiaire de la rivière du Gouffre, coulant dans la région administrative de la Capitale-Nationale, dans la province de Québec, au Canada. Le cours de cette rivière traverse les municipalités régionales de comté (MRC) de :
- Charlevoix-Est : dans la municipalité de Notre-Dame-des-Monts ;
- Charlevoix : dans la municipalité de Saint-Hilarion.

La partie inférieure de cette vallée est desservie grâce au chemin du rang de Chicago Ouest. La partie intermédiaire est desservie par le chemin Cartier et le chemin du rang Saint-Antoine. La partie supérieure est desservie par le chemin du 5e rang et le chemin du 6e rang. L'agriculture et la sylviculture constituent les principales activités économiques de cette vallée.
La surface de la rivière à la Loutre est généralement gelée du début de décembre jusqu'au début de avril ; toutefois la circulation sécuritaire sur la glace se fait généralement de la mi-décembre jusqu'à la fin mars. Le niveau de l'eau de la rivière varie selon les saisons et les précipitations ; la crue printanière survient généralement en avril.

## Géographie
La rivière à la Loutre prend sa source d'un petit lac (longueur : 0,1 km ; altitude : 376 m) situé en zone agricole du côté sud du chemin du 5e rang. L'embouchure de ce petit lac est située au fond de la baie ouest du lac, soit à :
- 2,7 km à l'ouest de la route 138 ;
- 3,1 km au nord-ouest du centre du village de Saint-Hilarion ;
- 6,5 km au sud-est de l'embouchure de la rivière à la Loutre (confluence avec la rivière du Gouffre) ;
- 17,3 km au sud-ouest de la rive nord-ouest du fleuve Saint-Laurent (à la hauteur de Saint-Irénée) ;
- 17,7 km au nord du centre-ville de Baie-Saint-Paul[2].

À partir du Lac des Brûlés, le cours de la rivière à la Loutre descend sur 8,5 km dans une vallée généralement encaissée, avec une dénivellation de 166 m, selon les segments suivants :
- 0,6 km vers le nord en zone agricole en coupant le chemin du 5e rang et en traversant sur 0,26 km un lac de barrage (altitude : 369 m), jusqu'à son embouchure ;
- 2,0 km vers le nord-ouest en zone agricole en formant une courbe vers le sud-ouest et en bifurquant vers le nord-est en traversant sur 0,8 km le lac à Marcel-Audet (altitude : 359 m) sur sa pleine longueur, jusqu'au chemin du 6e rang. Note : Ce lac comporte une zone de marais du côté ouest et une autare du côté sud ;
- 1,1 km vers le nord, d'abord en coupant le chemin du 6e rang, en traversant un lac (longueur : 0,3 km ; altitude : 359 m) de barrage qui s'avère la prolongation vers le nord du Lac à Marcel-Audet, puis un second petit lac de barrage, jusqu'au chemin Cartier ;
- 1,7 km vers le nord d'abord en traversant un petit lac, courbant vers l'ouest en recueillant un ruisseau (venant du nord-est), jusqu'au chemin du rang Saint-Antoine ;
- 2,4 km vers le nord-ouest, jusqu'au chemin du rang de Chicago Ouest ;
- 0,7 km vers le nord en recueillant en fin de segment la décharge (venant du sud) du Lac à Lucien Simard, jusqu'à son embouchure[2].

La rivière à la Loutre se déverse dans une boucle de rivière sur la rive est de la rivière du Gouffre, dans la municipalité de Notre-Dame-des-Monts. Cette embouchure est située à :
- 1,6 km en aval de l'embouchure de la rivière du Gouffre Sud-Ouest ;
- 5,6 km au sud-ouest du centre du village de Notre-Dame-des-Monts ;
- 9,3 km au nord-ouest du centre du village de Saint-Hilarion ;
- 23,5 km au nord-ouest du centre-ville de Baie-Saint-Paul ;
- 22,7 km au sud-ouest du centre-ville de La Malbaie[2].

À partir de l'embouchure de la rivière à la Loutre, le courant descend sur 40,1 km avec une dénivellation de 206 m en suivant le cours de la rivière du Gouffre laquelle se déverse à Baie-Saint-Paul dans le fleuve Saint-Laurent.

## Toponymie
Le toponyme « rivière à la Loutre » a été officialisé le 25 février 1976 à la Banque des noms de lieux de la Commission de toponymie du Québec.